# Gallo Nero
Gallo Nero (auch Gallo Nerø geschrieben; bürgerlich Eren Duy) ist ein deutscher Rapper und Sänger aus Duisburg. Er steht bei RAF Camoras Label Indipendenza unter Vertrag.

## Leben
Gallo Nero ist ein deutscher Rapper aus Duisburg. Sein Künstlername ist italienisch und bedeutet zu deutsch „Schwarzer Hahn“. Er wurde von RAF Camora entdeckt. Er gehört somit wie RAF Camora zum Umfeld der 187 Strassenbande, ohne dort jedoch Mitglied zu sein. RAF Camora nahm ihn nicht auf seinem Label Indipendenza, sondern auf seinem Nachwuchslabel Andere Liga unter Vertrag.
Am 10. Januar 2019 erschien seine Debütsingle 471. Die Zahlenfolge bezieht sich auf die Postleitzahl von Duisburg. Der Beat dazu stammte von ihm selbst sowie Gorex. Am 25. Mai 2019 erschien seine zweite Single Hermès, eine Kollaboration mit RAF Camora, die Platz 37 der deutschen Singlecharts erreichte. Perdono, ein Feature mit LX und Maxwell, erreichte Platz sechs der deutschen Charts.

## Diskografie

### EPs
- 2019: 471

### Singles
Als Leadmusiker
| Jahr | Titel Album          | Höchstplatzierung, Gesamtwochen, AuszeichnungChartplatzierungen (Jahr, Titel, Album, Platzierungen, Wochen, Auszeichnungen, Anmerkungen) | Höchstplatzierung, Gesamtwochen, AuszeichnungChartplatzierungen (Jahr, Titel, Album, Platzierungen, Wochen, Auszeichnungen, Anmerkungen) | Höchstplatzierung, Gesamtwochen, AuszeichnungChartplatzierungen (Jahr, Titel, Album, Platzierungen, Wochen, Auszeichnungen, Anmerkungen) | Anmerkungen                                         |
| Jahr | Titel Album          | DE | AT | CH | Anmerkungen                                         |
| ---- | -------------------- | --- | --- | --- | --------------------------------------------------- |
| 2019 | 471                  | DE96 (1 Wo.)DE | — | — | Erstveröffentlichung: 10. Januar 2019               |
| 2019 | Hermès 471           | DE37 (2 Wo.)DE | AT12 (2 Wo.)AT | CH51 (1 Wo.)CH | Erstveröffentlichung: 24. Mai 2019 feat. RAF Camora |
| 2022 | Mukke –              | DE39 (2 Wo.)DE | AT37 (1 Wo.)AT | CH68 (1 Wo.)CH | Erstveröffentlichung: 15. April 2022 feat. Bonez MC |
| 2022 | Glaube ihnen nicht – | — | — | — | Erstveröffentlichung: 29. April 2022                |

Als Gastmusiker

| Jahr | Titel Album         | Höchstplatzierung, Gesamtwochen, AuszeichnungChartplatzierungen (Jahr, Titel, Album, Platzierungen, Wochen, Auszeichnungen, Anmerkungen) | Höchstplatzierung, Gesamtwochen, AuszeichnungChartplatzierungen (Jahr, Titel, Album, Platzierungen, Wochen, Auszeichnungen, Anmerkungen) | Höchstplatzierung, Gesamtwochen, AuszeichnungChartplatzierungen (Jahr, Titel, Album, Platzierungen, Wochen, Auszeichnungen, Anmerkungen) | Anmerkungen                                                             |
| Jahr | Titel Album         | DE | AT | CH | Anmerkungen                                                             |
| --- | ------------------- | --- | --- | --- | ----------------------------------------------------------------------- |
| 2019 | Perdono Obststand 2 | DE6 (4 Wo.)DE | AT8 (3 Wo.)AT | CH14 (2 Wo.)CH | Erstveröffentlichung: 10. Mai 2019 LX & Maxwell feat. Gzuz & Gallo Nero |
| Folgende Lieder erschienen nicht als Single, wurden aber durch das Album zum Download und Streaming bereitgestellt und konnten somit eine Platzierung erlangen: |                     | | | |                                                                         |
| |                     | | | |                                                                         |
| 2020 | Kriminell Gzuz      | — | — | CH58 (1 Wo.)CH | Charteinstieg: 23. Februar 2020 Gzuz feat. Bonez MC & Gallo Nero        |

### Sonderveröffentlichungen
| Jahr | Titel Album                 | Anmerkungen                                                              |
| ---- | --------------------------- | ------------------------------------------------------------------------ |
| 2019 | Narcotic Obststand 2        | Erstveröffentlichung: 28. Juni 2019 LX & Maxwell feat. Sa4 & Gallo Nero  |
| 2019 | Perdono Obststand 2         | Erstveröffentlichung: 28. Juni 2019 LX & Maxwell feat. Gzuz & Gallo Nero |
| 2019 | Die Anderen Ching Ching     | Erstveröffentlichung: 13. September 2019 Joshi Mizu feat. Gallo Nero     |
| 2019 | Cinema Zenit                | Erstveröffentlichung: 1. November 2019 RAF Camora feat. Gallo Nero       |
| 2020 | Wer weiß schon Zenit RR     | Erstveröffentlichung: 10. Januar 2020 RAF Camora feat. Gallo Nero        |
| 2020 | Kriminell Gzuz              | Erstveröffentlichung: 14. Februar 2020 Gzuz feat. Bonez MC & Gallo Nero  |
| 2021 | Enemies Inhale/Exhale       | Erstveröffentlichung: 15. Januar 2021 LX feat. Gallo Nero                |
| 2021 | Schwarzer Jaguar Zukunft II | Erstveröffentlichung: 1. Oktober 2021 RAF Camora feat. Gallo Nero        |

| Jahr | Titel Album     | Anmerkungen                                           |
| ---- | --------------- | ----------------------------------------------------- |
| 2020 | Wie Pac Nonstop | Erstveröffentlichung: 28. Februar 2020 mit The Cratez |